# Play-Offs de la Copa Billie Jean King 2022
Los Play-Offs de la Copa Billie Jean King 2022 se celebra del 11 al 12 de noviembre de 2022. Las ocho ganadoras de esta ronda se clasificarán para la Ronda de clasificación de la Copa Billie Jean King 2022 mientras que los ocho perdedores competirán en su respectivo evento regional del Grupo I en 2023.

## Equipos
Dieciséis equipos jugara por ocho lugares en la Fase clasificatoria de 2023, en series decididas de local y visitante.
Estos dieciséis equipos fueron:
- 6 equipos perdedores de la fase clasificatoria.
- 7 equipos ganadores de su zona del Grupo I.
- 2 equipos ascendieron posteriormente del Grupo Zonal I (Serbia y México) para ocupar la vacante de Rusia y Bielorrusia.
- 1 posteriormente ascendió al equipo del Grupo Zonal I (Austria) para ocupar la vacante de Gran Bretaña, cuyo fue anunciado como anfitrión de la Final.

Ocho ganadoras avanzaran a la Fase clasificatoria de 2023 y nueve perdedoras disputarán su respectivo evento regional del Grupo I en 2023.
| Cabezas de serie - Francia - Alemania - Rumanía - Letonia - Japón - Brasil - China - Serbia | Equipos restantes - México - Argentina - Hungría - Ucrania - Croacia - Austria - Eslovenia - Países Bajos |

| Local       | Resultado | Visitante    | Ubicación       | Lugar                   | Superficie  | Ref. |
| ----------- | --------- | ------------ | --------------- | ----------------------- | ----------- | ---- |
| Francia [1] | 3–1       | Países Bajos | Le Portel       | Le Chaudron             | Dura (i)    |      |
| Croacia     | 1–3       | Alemania [2] | Rijeka          | Sportska Dvorana Zamet  | Dura (i)    |      |
| Rumanía [3] | 4–0       | Hungría      | Oradea          | Sala Polivalentă        | Dura (i)    |      |
| Austria     | 3–2       | Letonia [4]  | Schwechat       | Multiversum Schwechat   | Arcilla (i) |      |
| Japón [5]   | 1–3       | Ucrania      | Tokio           | Ariake Coliseum         | Dura (i)    |      |
| Argentina   | 1–3       | Brasil [6]   | Tucumán         | Lawn Tennis Club        | Arcilla     |      |
| Eslovenia   | 3–1       | China [7]    | Velenje         | Bela Dvorana            | Arcilla (i) |      |
| México      | 4–0       | Serbia [8]   | San Luis Potosí | Club Deportivo Potosino | Arcilla     |      |

## Partidos

### Francia vs. Países Bajos
| | Bandera de Francia          | Francia | 3 | 1  | Países Bajos | Bandera de los Países Bajos |
| --- | --------------------------- | ------- | - | -- | ------------ | --------------------------- |
| Le Chaudron, Le Portel, Francia 11 y 12 de noviembre de 2022 Dura (bajo techo) |                             |         |   |    |              |                             |
| \| 1 \| Alizé Cornet \| 6 \| 6 \| \| \| 1 \| Lesley Kerkhove \| 2 \| 0 \| \| \| 2 \| Diane Parry \| 65 \| 6 \| 7 \| \| 2 \| Suzan Lamens \| 7 \| 2 \| 63 \| \| 3 \| Caroline Garcia \| 6 \| 6 \| \| \| 3 \| Lesley Kerkhove \| 2 \| 3 \| \| \| 4 \| Alizé Cornet \| No \| \| \| \| 4 \| Suzan Lamens \| jugado \| \| \| \| 5 \| Diane Parry / Chloé Paquet \| 1 \| 1 \| \| \| 5 \| Suzan Lamens / Demi Schuurs \| 6 \| 6 \| \| |                             |         |   |    |              |                             |
| 1 | Alizé Cornet                | 6       | 6 |    |              |                             |
| 1 | Lesley Kerkhove             | 2       | 0 |    |              |                             |
| 2 | Diane Parry                 | 65      | 6 | 7  |              |                             |
| 2 | Suzan Lamens                | 7       | 2 | 63 |              |                             |
| 3 | Caroline Garcia             | 6       | 6 |    |              |                             |
| 3 | Lesley Kerkhove             | 2       | 3 |    |              |                             |
| 4 | Alizé Cornet                | No      |   |    |              |                             |
| 4 | Suzan Lamens                | jugado  |   |    |              |                             |
| 5 | Diane Parry / Chloé Paquet  | 1       | 1 |    |              |                             |
| 5 | Suzan Lamens / Demi Schuurs | 6       | 6 |    |              |                             |

### Croacia vs. Alemania
| | Bandera de Croacia                   | Croacia | 1 | 3 | Alemania | Bandera de Alemania |
| --- | ------------------------------------ | ------- | - | - | -------- | ------------------- |
| Sportska Dvorana Zamet, Rijeka, Croacia 11 y 12 de noviembre de 2022 Dura (bajo techo) |                                      |         |   |   |          |                     |
| \| 1 \| Petra Martić \| 1 \| 4 \| \| \| 1 \| Eva Lys \| 6 \| 6 \| \| \| 2 \| Petra Marčinko \| 6 \| 6 \| \| \| 2 \| Jule Niemeier \| 3 \| 2 \| \| \| 3 \| Ana Konjuh \| 2 \| 1 \| \| \| 3 \| Jule Niemeier \| 6 \| 6 \| \| \| 4 \| Petra Marčinko \| 4 \| 1 \| \| \| 4 \| Anna-Lena Friedsam \| 6 \| 6 \| \| \| 5 \| Ana Konjuh / Petra Martić \| No \| \| \| \| 5 \| Anna-Lena Friedsam / Laura Siegemund \| jugado \| \| \| |                                      |         |   |   |          |                     |
| 1 | Petra Martić                         | 1       | 4 |   |          |                     |
| 1 | Eva Lys                              | 6       | 6 |   |          |                     |
| 2 | Petra Marčinko                       | 6       | 6 |   |          |                     |
| 2 | Jule Niemeier                        | 3       | 2 |   |          |                     |
| 3 | Ana Konjuh                           | 2       | 1 |   |          |                     |
| 3 | Jule Niemeier                        | 6       | 6 |   |          |                     |
| 4 | Petra Marčinko                       | 4       | 1 |   |          |                     |
| 4 | Anna-Lena Friedsam                   | 6       | 6 |   |          |                     |
| 5 | Ana Konjuh / Petra Martić            | No      |   |   |          |                     |
| 5 | Anna-Lena Friedsam / Laura Siegemund | jugado  |   |   |          |                     |

### Rumania vs. Hungría
| | Bandera de Rumania                    | Rumania | 4 | 0    | Hungría | Bandera de Hungría |
| --- | ------------------------------------- | ------- | - | ---- | ------- | ------------------ |
| Sala Polivalentă, Oradea, Rumanía 11 y 12 de noviembre de 2022 Dura (bajo techo) |                                       |         |   |      |         |                    |
| \| 1 \| Ana Bogdan \| 6 \| 6 \| \| \| 1 \| Dalma Gálfi \| 1 \| 4 \| \| \| 2 \| Jaqueline Cristian \| 6 \| 4 \| 7 \| \| 2 \| Anna Bondár \| 2 \| 6 \| 63 \| \| 3 \| Ana Bogdan \| 6 \| 6 \| \| \| 3 \| Anna Bondár \| 0 \| 2 \| \| \| 4 \| Jaqueline Cristian \| No \| \| \| \| 4 \| Dalma Gálfi \| jugado \| \| \| \| 5 \| Jaqueline Cristian / Monica Niculescu \| 5 \| 6 \| [10] \| \| 5 \| Réka Luca Jani / Panna Udvardy \| 7 \| 4 \| [4] \| |                                       |         |   |      |         |                    |
| 1 | Ana Bogdan                            | 6       | 6 |      |         |                    |
| 1 | Dalma Gálfi                           | 1       | 4 |      |         |                    |
| 2 | Jaqueline Cristian                    | 6       | 4 | 7    |         |                    |
| 2 | Anna Bondár                           | 2       | 6 | 63   |         |                    |
| 3 | Ana Bogdan                            | 6       | 6 |      |         |                    |
| 3 | Anna Bondár                           | 0       | 2 |      |         |                    |
| 4 | Jaqueline Cristian                    | No      |   |      |         |                    |
| 4 | Dalma Gálfi                           | jugado  |   |      |         |                    |
| 5 | Jaqueline Cristian / Monica Niculescu | 5       | 6 | [10] |         |                    |
| 5 | Réka Luca Jani / Panna Udvardy        | 7       | 4 | [4]  |         |                    |

### Austria vs. Letonia
| | Bandera de Austria                    | Austria | 3 | 2   | Letonia | Bandera de Letonia |
| --- | ------------------------------------- | ------- | - | --- | ------- | ------------------ |
| Multiversum Schwechat, Schwechat, Austria 11 y 12 de noviembre de 2022 Arcilla (bajo techo) |                                       |         |   |     |         |                    |
| \| 1 \| Tamira Paszek \| 6 \| 2 \| 69 \| \| 1 \| Jeļena Ostapenko \| 3 \| 6 \| 711 \| \| 2 \| Sinja Kraus \| 6 \| 6 \| \| \| 2 \| Daniela Vismane \| 3 \| 1 \| \| \| 3 \| Sinja Kraus \| 0 \| 6 \| 1 \| \| 3 \| Jeļena Ostapenko \| 6 \| 3 \| 6 \| \| 4 \| Tamira Paszek \| 6 \| 6 \| \| \| 4 \| Diāna Marcinkēviča \| 2 \| 3 \| \| \| 5 \| Melanie Klaffner / Sinja Kraus \| 7 \| 6 \| \| \| 5 \| Diāna Marcinkēviča / Jeļena Ostapenko \| 5 \| 3 \| \| |                                       |         |   |     |         |                    |
| 1 | Tamira Paszek                         | 6       | 2 | 69  |         |                    |
| 1 | Jeļena Ostapenko                      | 3       | 6 | 711 |         |                    |
| 2 | Sinja Kraus                           | 6       | 6 |     |         |                    |
| 2 | Daniela Vismane                       | 3       | 1 |     |         |                    |
| 3 | Sinja Kraus                           | 0       | 6 | 1   |         |                    |
| 3 | Jeļena Ostapenko                      | 6       | 3 | 6   |         |                    |
| 4 | Tamira Paszek                         | 6       | 6 |     |         |                    |
| 4 | Diāna Marcinkēviča                    | 2       | 3 |     |         |                    |
| 5 | Melanie Klaffner / Sinja Kraus        | 7       | 6 |     |         |                    |
| 5 | Diāna Marcinkēviča / Jeļena Ostapenko | 5       | 3 |     |         |                    |

### Japón vs. Ucrania
| | Bandera de Japón                  | Japón  | 1 | 3 | Ucrania | Bandera de Ucrania |
| --- | --------------------------------- | ------ | - | - | ------- | ------------------ |
| Ariake Coliseum, Tokio, Japón 11 y 12 de noviembre de 2022 Dura (bajo techo) |                                   |        |   |   |         |                    |
| \| 1 \| Misaki Doi \| 61 \| 4 \| \| \| 1 \| Marta Kostyuk \| 7 \| 6 \| \| \| 2 \| Moyuka Uchijima \| 63 \| 2 \| \| \| 2 \| Katarina Zavatska \| 7 \| 6 \| \| \| 3 \| Moyuka Uchijima \| 0 \| 3 \| \| \| 3 \| Marta Kostyuk \| 6 \| 6 \| \| \| 4 \| Misaki Doi \| No \| \| \| \| 4 \| Katarina Zavatska \| jugado \| \| \| \| 5 \| Shuko Aoyama / Ena Shibahara \| 6 \| 6 \| \| \| 5 \| Lyudmyla Kichenok / Marta Kostyuk \| 3 \| 3 \| \| |                                   |        |   |   |         |                    |
| 1 | Misaki Doi                        | 61     | 4 |   |         |                    |
| 1 | Marta Kostyuk                     | 7      | 6 |   |         |                    |
| 2 | Moyuka Uchijima                   | 63     | 2 |   |         |                    |
| 2 | Katarina Zavatska                 | 7      | 6 |   |         |                    |
| 3 | Moyuka Uchijima                   | 0      | 3 |   |         |                    |
| 3 | Marta Kostyuk                     | 6      | 6 |   |         |                    |
| 4 | Misaki Doi                        | No     |   |   |         |                    |
| 4 | Katarina Zavatska                 | jugado |   |   |         |                    |
| 5 | Shuko Aoyama / Ena Shibahara      | 6      | 6 |   |         |                    |
| 5 | Lyudmyla Kichenok / Marta Kostyuk | 3      | 3 |   |         |                    |

### Argentina vs. Brasil
| | Bandera de Argentina                | Argentina | 1 | 3 | Brasil | Bandera de Brasil |
| --- | ----------------------------------- | --------- | - | - | ------ | ----------------- |
| Lawn Tennis Club, Tucumán, Argentina 11 y 12 de noviembre de 2022 Arcilla (al aire libre) |                                     |           |   |   |        |                   |
| \| 1 \| Nadia Podoroska \| 1 \| 3 \| \| \| 1 \| Beatriz Haddad Maia \| 6 \| 6 \| \| \| 2 \| Paula Ormaechea \| 6 \| 7 \| \| \| 2 \| Laura Pigossi \| 2 \| 5 \| \| \| 3 \| María Lourdes Carlé \| 3 \| 3 \| \| \| 3 \| Beatriz Haddad Maia \| 6 \| 6 \| \| \| 4 \| Solana Sierra \| 2 \| 0 \| \| \| 4 \| Laura Pigossi \| 6 \| 6 \| \| \| 5 \| María Lourdes Carlé / Julia Riera \| No \| \| \| \| 5 \| Beatriz Haddad Maia / Laura Pigossi \| jugado \| \| \| |                                     |           |   |   |        |                   |
| 1 | Nadia Podoroska                     | 1         | 3 |   |        |                   |
| 1 | Beatriz Haddad Maia                 | 6         | 6 |   |        |                   |
| 2 | Paula Ormaechea                     | 6         | 7 |   |        |                   |
| 2 | Laura Pigossi                       | 2         | 5 |   |        |                   |
| 3 | María Lourdes Carlé                 | 3         | 3 |   |        |                   |
| 3 | Beatriz Haddad Maia                 | 6         | 6 |   |        |                   |
| 4 | Solana Sierra                       | 2         | 0 |   |        |                   |
| 4 | Laura Pigossi                       | 6         | 6 |   |        |                   |
| 5 | María Lourdes Carlé / Julia Riera   | No        |   |   |        |                   |
| 5 | Beatriz Haddad Maia / Laura Pigossi | jugado    |   |   |        |                   |

### Eslovenia vs. China
| | Bandera de Eslovenia       | Eslovenia | 3  | 1 | China | Bandera de la República Popular China |
| --- | -------------------------- | --------- | -- | - | ----- | ------------------------------------- |
| Bela Dvorana, Rijeka, Eslovenia 11 y 12 de noviembre de 2022 Arcilla (bajo techo) |                            |           |    |   |       |                                       |
| \| 1 \| Nina Potočnik \| 61 \| 2 \| \| \| 1 \| Qinwen Zheng \| 7 \| 6 \| \| \| 2 \| Kaja Juvan \| 6 \| 6 \| \| \| 2 \| Xinyu Wang \| 3 \| 1 \| \| \| 3 \| Kaja Juvan \| 2 \| 78 \| 6 \| \| 3 \| Qinwen Zheng \| 6 \| 6 \| 3 \| \| 4 \| Nina Potočnik \| 6 \| 6 \| \| \| 4 \| Xinyu Wang \| 3 \| 2 \| \| \| 5 \| Kaja Juvan / Nina Potočnik \| No \| \| \| \| 5 \| Xiyu Wang / Yue Yuan \| jugado \| \| \| |                            |           |    |   |       |                                       |
| 1 | Nina Potočnik              | 61        | 2  |   |       |                                       |
| 1 | Qinwen Zheng               | 7         | 6  |   |       |                                       |
| 2 | Kaja Juvan                 | 6         | 6  |   |       |                                       |
| 2 | Xinyu Wang                 | 3         | 1  |   |       |                                       |
| 3 | Kaja Juvan                 | 2         | 78 | 6 |       |                                       |
| 3 | Qinwen Zheng               | 6         | 6  | 3 |       |                                       |
| 4 | Nina Potočnik              | 6         | 6  |   |       |                                       |
| 4 | Xinyu Wang                 | 3         | 2  |   |       |                                       |
| 5 | Kaja Juvan / Nina Potočnik | No        |    |   |       |                                       |
| 5 | Xiyu Wang / Yue Yuan       | jugado    |    |   |       |                                       |

### México vs. Serbia
| | Bandera de México                 | México | 4 | 0 | Serbia | Bandera de Serbia |
| --- | --------------------------------- | ------ | - | - | ------ | ----------------- |
| Club Deportivo Potosino, San Luis Potosí, México 11 y 12 de noviembre de 2022 Arcilla (al aire libre) |                                   |        |   |   |        |                   |
| \| 1 \| Renata Zarazúa \| 710 \| 6 \| \| \| 1 \| Olga Danilović \| 68 \| 4 \| \| \| 2 \| Marcela Zacarías \| 5 \| 6 \| 6 \| \| 2 \| Lola Radivojević \| 7 \| 3 \| 2 \| \| 3 \| Marcela Zacarías \| 6 \| 6 \| \| \| 3 \| Natalija Stevanović \| 0 \| 4 \| \| \| 4 \| Renata Zarazúa \| No \| \| \| \| 4 \| Lola Radivojević \| jugado \| \| \| \| 5 \| Giuliana Olmos / Marcela Zacarías \| 6 \| 6 \| \| \| 5 \| Katarina Jokić / Katarina Kozarov \| 4 \| 1 \| \| |                                   |        |   |   |        |                   |
| 1 | Renata Zarazúa                    | 710    | 6 |   |        |                   |
| 1 | Olga Danilović                    | 68     | 4 |   |        |                   |
| 2 | Marcela Zacarías                  | 5      | 6 | 6 |        |                   |
| 2 | Lola Radivojević                  | 7      | 3 | 2 |        |                   |
| 3 | Marcela Zacarías                  | 6      | 6 |   |        |                   |
| 3 | Natalija Stevanović               | 0      | 4 |   |        |                   |
| 4 | Renata Zarazúa                    | No     |   |   |        |                   |
| 4 | Lola Radivojević                  | jugado |   |   |        |                   |
| 5 | Giuliana Olmos / Marcela Zacarías | 6      | 6 |   |        |                   |
| 5 | Katarina Jokić / Katarina Kozarov | 4      | 1 |   |        |                   |